# Гісабуруага
Гісабуруага (баск. Gizaburuaga (офіційна назва), ісп. Guizaburuaga) — муніципалітет в Іспанії, у складі автономної спільноти Країна Басків, у провінції Біская. Населення — 196 осіб (2009).
Муніципалітет розташований на відстані близько 340 км на північ від Мадрида, 32 км на схід від Більбао.
На території муніципалітету розташовані такі населені пункти: (дані про населення за 2009 рік)
- Еген: 98 осіб
- Ларіс: 40 осіб
- Лашієр: 26 осіб
- Окаміка: 32 особи

## Демографія
Динаміка населення (INE ):

## Галерея зображень

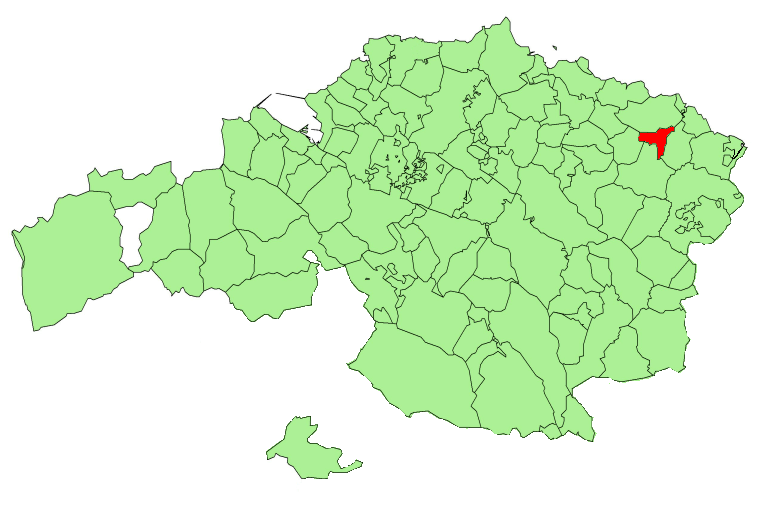
Розташування муніципалітету